# رود ويب
رود ويب هو سياسي كندي، ولد في 22 يوليو 1910 بتورونتو في كندا، وتوفي في 1 أكتوبر 1999. حزبياً، نشط في الحزب الكندي التقدمي المحافظ. وقد انتخب عضو مجلس العموم الكندي.